# Обухово (Ленінградська область)
Обухово (рос. Обухово) — присілок у Волховському районі Ленінградської області Російської Федерації.
Населення становить 6 осіб. Належить до муніципального утворення Староладозьке сільське поселення.

## Історія
Згідно із законом № 56-оз від 6 вересня 2004 року належить до муніципального утворення Староладозьке сільське поселення.

## Населення
| 2007 | 2010 | 2017 |
| ---- | ---- | ---- |
| 1    | ↗5   | ↗6   |